# Institutio Alimentaria
L'«Institutio Alimentaria» fu un provvedimento preso nel 103 dall'imperatore Traiano in favore dei bambini bisognosi dell'Italia. L'imperatore, che passò alla storia come optimus princeps, prelevò dal suo patrimonio personale le somme necessarie a garantire un avvenire sereno a centinaia di bambini bisognosi, legittimi e illegittimi, soprattutto nelle campagne.  Tracce storiche dell'avvenimento sono rimaste  sull'Arco di Traiano di Benevento, dove è raffigurata la distribuzione di viveri ai bambini poveri per via dell'
institutio; gli stessi episodi sono rappresentati nel Foro Romano. Traiano prelevò personalmente dei fondi dal suo patrimonio e li diede in prestito ai proprietari agricoltori dei vari municipi d'Italia, chiedendo un interesse del 5% per alimentare il fondo e garanzie sotto forma di ipoteche sui terreni. I soldi degli interessi vennero poi usati per comprare il cibo ai bambini bisognosi, garantendo un flusso continuo negli anni per dar loro un futuro.

## Storia
Per via delle guerre molti bambini soffrivano della fame e quindi l'imperatore decise di intervenire. Prima di allora erano già stati presi vari provvedimenti, ma di ordine generale e non specifici per l'infanzia.

### Obligatio praediorum
Traiano ricorse a un'operazione finanziaria conosciuta come obligatio praediorum. L'imperatore avrebbe sottratto denaro dal proprio patrimonio personale e, contro la garanzie di ipoteche immobiliari e ad un interesse del 5%, l'avrebbe dato in prestito agli agricoltori dei vari Municipi d'Italia, i quali dovevano a loro volta iscrivere scrupolosamente i loro fondi nei registri cittadini.

### Quaestores alimentorum
«L'institutio Alimentaria» poteva contare sui quaestores alimentorum, dipendenti a loro volta dal praefectus alimentorum.

## Tavola di Velleia
Nella Tavola di Velleia si leggono due iscrizioni: quella del 49 a.C. contiene la Lex Rubria; la seconda, del tempo di Traiano, spiega la procedura del prestito imperiale. A fronte di una somma raccolta di 72.000 sesterzi, gli interessi, 3.600 sesterzi, vennero dati a 18 ragazzi e a una ragazza, tutti figli legittimi. Successivamente, la somma da dividere fu di 52.000 sesterzi e venne divisa fra 245 ragazzi e 34 ragazze, legittimi, più un maschio e una femmina, illegittimi.

## Arco di Traiano (Benevento)

L'istituzione degli alimenta alla presenza di littori, personificazioni di città italiche e di italici con bambini per mano e sulle spalle, arco di Traiano a Benevento, 114 - 117 d.C.

L'arco di Traiano a Benevento mostra molti coloni che portano i loro figli davanti al tavolo, dove il «curator» distribuisce i doni. Alcuni personaggi tornano indietro, mentre la personificazione della città di Benevento, insieme ad alte figure simboliche, osserva la scena.